# 拉斐尔·拉莫斯
拉斐尔·拉莫斯（西班牙語：Rafael Ramos，1965年1月1日—），波多黎各男子拳击运动员。他曾代表波多黎各参加1983年和1987年泛美运动会拳击比赛，获得一枚金牌和一枚铜牌。他也曾参加1984年夏季奥运会。